# マスタークラス
マスタークラス（Master Class） は、アメリカの劇作家テレンス・マクナリーが1995年に創作した戯曲。オペラ歌手マリア・カラスが1970年代に行った架空の公開授業（マスタークラス）を描く。劇中では、ジュゼッペ・ヴェルディ、ジャコモ・プッチーニ、ヴィンチェンツォ・ベッリーニによる音楽が使われている。1995年にブロードウェイで初演され、主演のゾーイ・コールドウェルとオードラ・マクドナルドがトニー賞を受賞した。

## プロット
オペラ界の歌姫 マリア・カラスは、華やかで威厳があり、大げさで、辛辣でありながら驚くほどユーモラスな教育者でもあり、歌のマスタークラスを開催している。彼女は、目の前に並ぶ生徒たちに落胆と感銘を受けながら、自身の人生とキャリアの栄光の回想に浸る。その思いには、みにくいアヒルの子だった若い頃、ライバルへの激しい憎しみ、初期の公演を痛烈に批判した容赦ないマスコミ、スカラ座での勝利、そしてアリストテレス・オナシスとの関係などが含まれる。そして、芸術の名の下に払われた犠牲についての独白で幕を閉じる。

## 初期のプロダクション
この劇は1995年3月にフィラデルフィア劇団により初演され、その後ロサンジェルスのマーク・テイパー・フォーラムとワシントンのケネディ・センターで上演された。
1995年11月15日にブロードウェイのジョン・ゴールデン劇場で開幕し、598回の公演と12回のプレビュー公演を経て1997年6月29日に閉幕した。演出はレナード・フォリア。オリジナルキャストはゾーイ・コールドウェル（カラス役）、オードラ・マクドナルド（シャロン役）、カレン・ケイ・コーディ、デヴィッド・ラウド、ジェイ・ハンター・モリス、マイケル・フリエルであった。 その後、公演後半でカラス役をコールドウェルに代わってパティ・ルポーン（1996年7月から）とディキシー・カーター（1997年1月から）が演じ、モリス役をマシュー・ウォーリー、マクドナルド役をアレイン・ロダンが演じた。ゲイリー・グリーンが伴奏者のマニー役で出演した。グリーンは1996年11月とそれに続く全米ツアーまでブロードウェイでこの役を務めた。ルポーンは1997年4月に開幕したクイーンズ劇場のウエストエンド・プロダクション（プレビュー）でこの役を演じた。また、フェイ・ダナウェイは1996年の全米ツアーでこの役を演じた。

## 日本での上演
日本では1996年と1999年には黒柳徹子主演で上演された。
1999年には劇書房から黒田絵美子訳で「マスター・クラス」として日本語訳版が刊行された。
2025年には「マスタークラス」の公演名で上演。元宝塚歌劇団雪組トップスターの望海風斗が主演のカラスを演じ、同年3月に世田谷パブリックシアター、同年4月にサンケイホールブリーゼで上演された。